# 中国薬科大学駅
中国薬科大学駅（ちゅうごうくやっかだいがくえき）は、南京市江寧区竜眠大道にある、南京地下鉄1号線の駅である。
南京地下鉄1号線の駅では最南端に位置する駅である。当駅の南側に、1号線の車両基地である江寧大学城車両検修場がある。

## 歴史
- 2010年5月28日 1号線南延伸線の駅として開業[1]。

## 駅構造

### のりば
| 番線 | 路線            | 行先                                       |
| ---- | --------------- | ------------------------------------------ |
|      | 南京地下鉄1号線 | 南京南駅・新街口・南京駅・八卦洲大橋南方面 |

## 隣の駅
南京地下鉄
■1号線
南京交院駅 -　中国薬科大学駅